# Rovné (district de Humenné)
Rovné est un village de Slovaquie situé dans la région de Prešov.

## Histoire
Première mention écrite du village en 1567.

## Démographie

### Évolution de la population
| Année:               | 1994. | 2004.   | 2014.   | 2024.   |
| -------------------- | ----- | ------- | ------- | ------- |
| Nombre de personnes: | 490   | 472     | 446     | 462     |
| Différence:          |       | -3,67 % | -5,50 % | +3,58 % |

| Année:               | 2023. | 2024.   |
| -------------------- | ----- | ------- |
| Nombre de personnes: | 465   | 462     |
| Différence:          |       | -0,64 % |